# Штоффель, Конрад фон
Конрад фон Штоффель (нем. Konrad von Stoffel) — немецкий поэт второй половины XIII века.
Сочинил эпическую поэму «нем. Gauriel von Muntavel oder der Ritter mit dem Bock» («Гауриель или Рыцарь с козлом»), в 5642 стихах. Гауриель, по этой поэме — один из рыцарей Круглого Стола; но так как в других сказаниях об Артуре он не встречается, предполагают, что Конрад его сочинил сам. Выдержки из его поэмы у W. Wackernagel’a, в «Altdeutsches Lesebuch», у Fr. Pfeiffer’a, в «Altdeutsches Uebungsbuch», и у А. Emmert’a, в «Mone’s Anzeiger» (V, 1836); содержание изложено Jeitteles’ом в «Germania» (VI).